# Herbert Gustave Schmalz

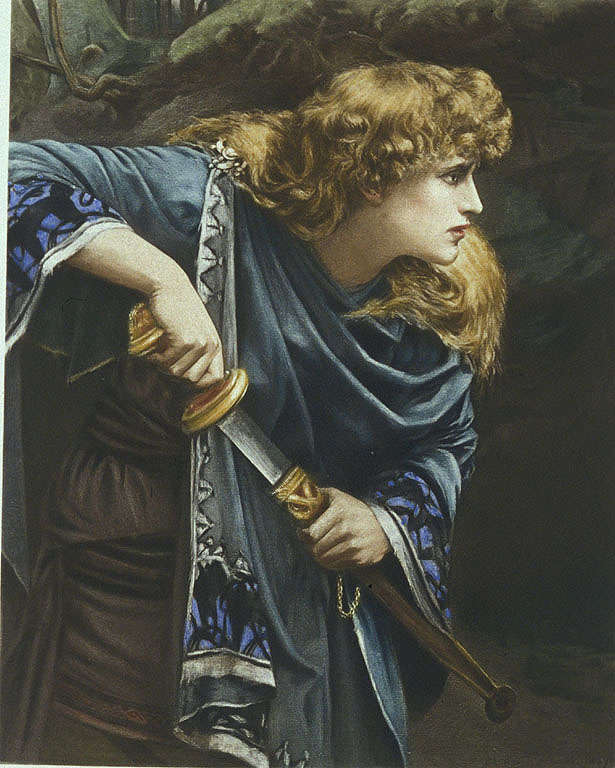
Imogen (1888)

Herbert Gustave Schmalz (Newcastle upon Tyne, 1º giugno 1856 – Londra, 24 novembre 1935) è stato un pittore britannico appartenente alla corrente preraffaellita.